# Eurasia (Gebäude)
Eurasia (russisch Евразия Jewrasija), auch Stalnaya Vershina (russisch Стальная Вершина Stalnaja Werschina, deutsch ‚Stahlgipfel‘, vormals: Parcel 12), ist ein Wolkenkratzer in Moskau. Der 309 Meter hohe Wolkenkratzer sollte nach den ursprünglichen Plänen bis 2011 auf Plot 12 im Neubauviertel für Wolkenkratzer Moskau City errichtet werden. Bei seiner Fertigstellung war er der zweithöchste (inzwischen dritthöchste) Wolkenkratzer Moskaus und einer der höchsten Wolkenkratzer in Europa. Am 20. August 2011 stoppte der Bau bei Etage 48 in einer Höhe von 221,7 Metern. Am 25. November 2011 meldete der Erbauer Insolvenz an. Im Mai 2012 wurde der Bau wieder aufgenommen und 2015 fertiggestellt.
Innerhalb des drei Etagen hohen Podiums ist ein Einkaufszentrum, ein Casino und ein Fitnesscenter geplant. Bis zum 45. Stock stehen auf 106.231 m² Büroräume zur Verfügung, vom 48.–66. Stockwerk luxuriöse Apartment-Wohnungen. Diese nehmen eine Fläche von 21.185 m² ein.
In den Kellergeschossen wurden Parkmöglichkeiten für etwa 1000 Fahrzeuge angelegt. Das Gebäude ist zweistufig aufgebaut: Die erste Stufe erreicht eine Höhe von 30 Etagen, die zweite reicht bis zur 72. Etage.

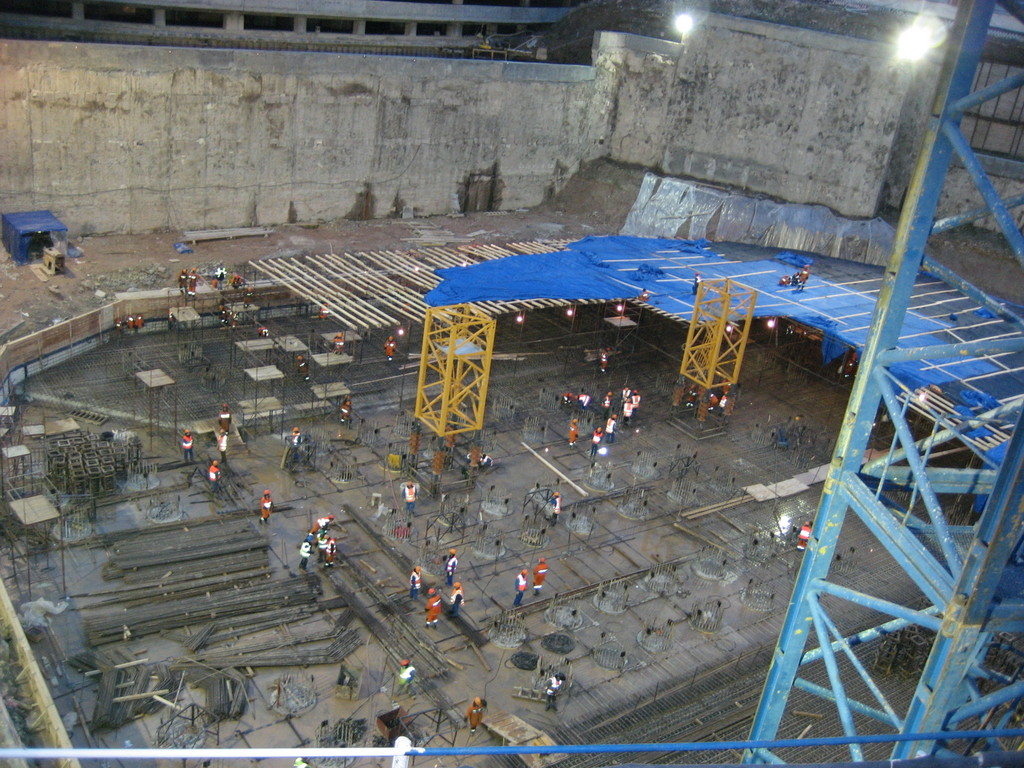
Kellergeschoss Dezember 2006
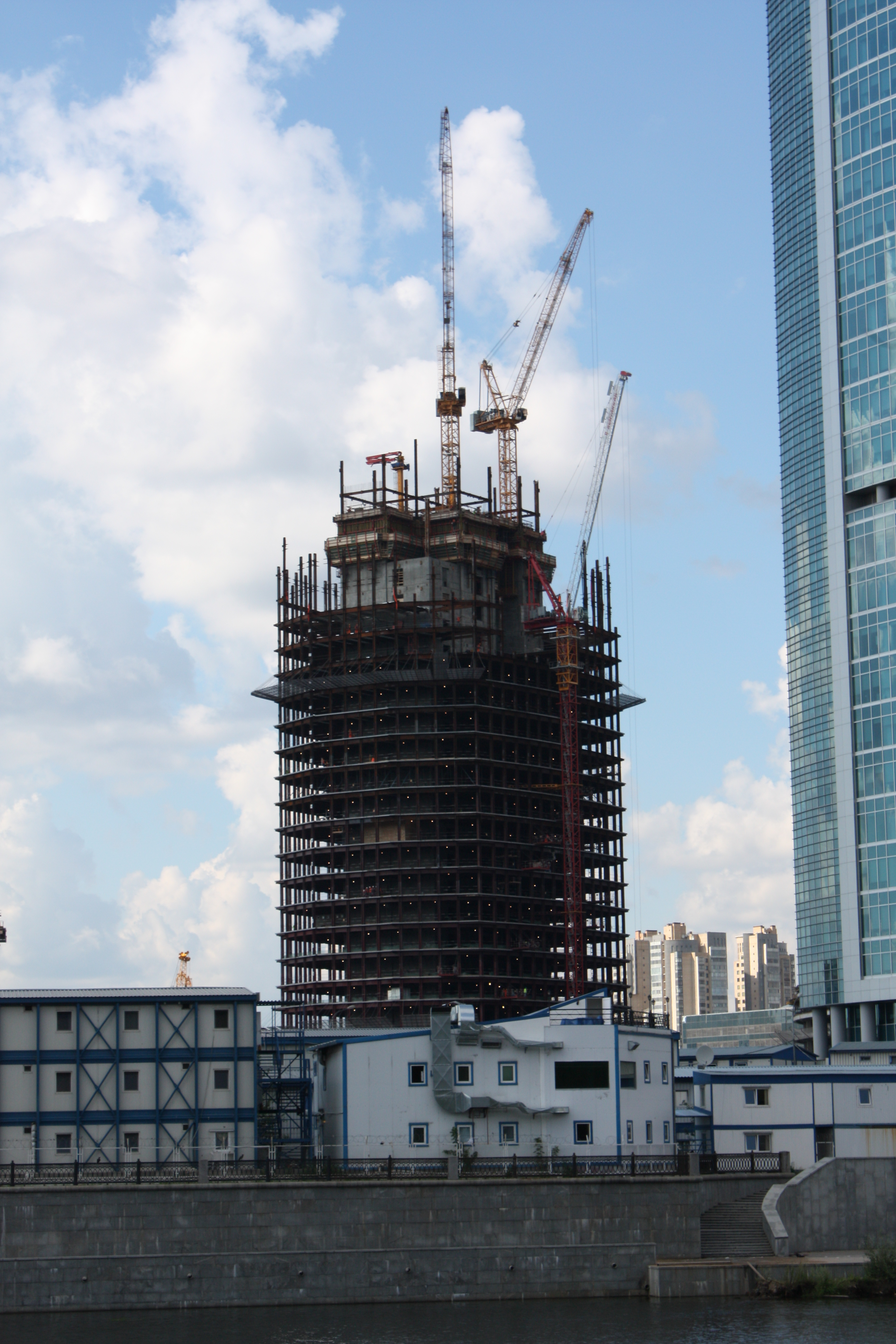
Juli 2008
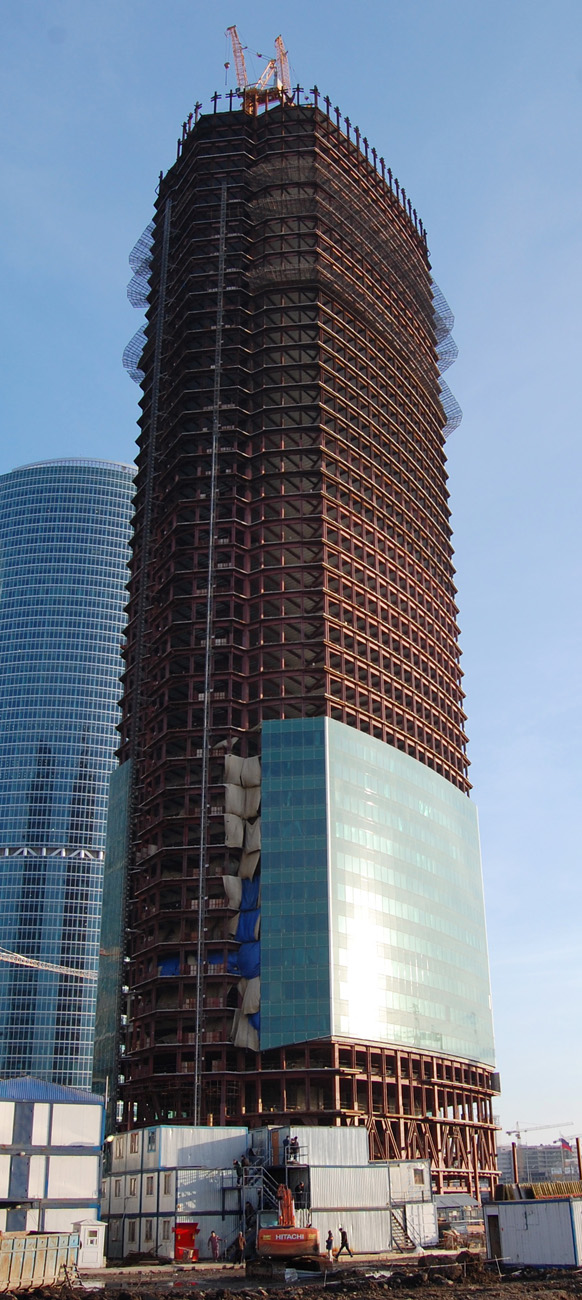
März 2010
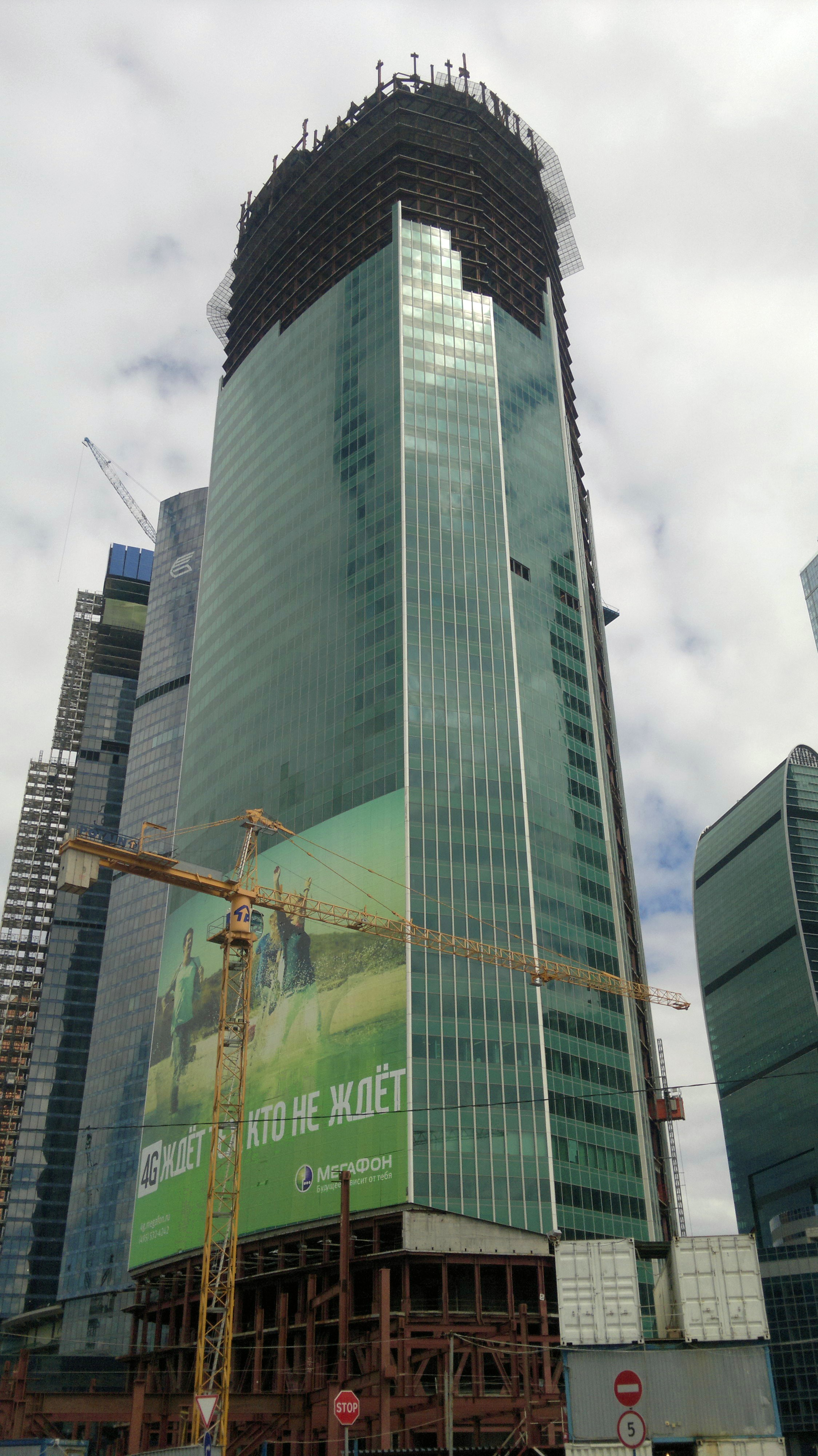
Juni 2012